# Левиче
Левиче (итал. Levice) — коммуна в Италии, располагается в регионе Пьемонт, в провинции Кунео.
Население составляет 236 человек (2008 г.), плотность населения составляет 16 чел./км². Занимает площадь 15 км². Почтовый индекс — 12070. Телефонный код — 0173.
Покровителем коммуны почитается святой Антоний Великий, празднование 17 января.

## Демография
Динамика населения:

## Администрация коммуны
- Официальный сайт: http://www.comune.levice.cn.it/